# Clercs réguliers de Somasque
L’ordre des Clercs réguliers de Somasque (en latin Ordo clericorum regularium a Somascha) est un ordre religieux composé de clercs réguliers de droit pontifical appelés Somasques ou Pères Somasques.    

## Historique
L'ordre est fondé en 1532 à Somasca (en Lombardie, Italie) par saint Jérôme Emilien pour l'éducation de la jeunesse, et tout spécialement pour venir en aide aux jeunes sans famille, abandonnés ou orphelins. La congrégation est approuvée en 1540 par Paul III et soumise à la règle de saint Augustin en 1568 par Pie V.
En 1547, les Somascains sont brièvement unis aux Théatins, mais comme la nature du soin aux orphelins était différente entre les deux ordres, ils se séparent en 1554. En 1569, les six premiers membres sont confirmés dans l'ordre et Angelo Marco Gambarana devient le premier supérieur général de l'ordre.

## Activités et diffusion
Les Pères de Somasque se dédient aux soins des orphelins, à la formation professionnelle, aux jeunes défavorisés ou en situation d'abandon, à la réinsertion des toxicomanes, à la pastorale. 
Ils sont présents en :
- Europe :  Italie, Espagne, Pologne, Roumanie ;
- Amérique : Brésil, Colombie, Équateur, États-Unis, Guatemala, Honduras, Mexique,  Haïti , République dominicaine ;
- Asie : Inde, Philippines  ;
- Afrique : Nigeria, Mozambique ;
- Océanie : Australie.

Fin 2018, ils comptent 494 religieux dont 331 prêtres, ainsi que 19 novices.

## Membres de l'ordre
- Antonio Santini (1577-1662)
- Alessandro Crescenzi (cardinal) (1607-1688)
- Carlo Innocenzo Frugoni (1692-1768)
- Jacopo Stellini (1699-1770), philosophe italien
- Giovanni Maria Della Torre (1710-1782)
- Alessandro Barca (1741-1814), chimiste italien
- Francesco Soave (1743-1806)
- Giovanni Maria Cassini (1745-1824)
- Pier Caterino Zeno (1666-1732)

## Annexe